# 韓國手球聯賽
韓國手球聯賽（HKL）為韓國的半職業手球聯賽。聯賽自2011年起由SK集團贊助，因此稱為SK韓國手球聯賽。
聯賽決賽於首爾奧林匹克公園SK奧林匹克手球館舉行。2011年，前奧運擊劍館，花費434億韓圓以手球賽場重新設計，成為手球專用場館。

## 隊伍

### 男子俱樂部
- 斗山
- 仁川都市公社
- SK老鷹
- 忠清體育委員會
- 尚武鳳凰 (韓國國軍體育部隊手球隊)

### 女子俱樂部
- 慶南開發公社
- 光州廣域市公社
- 多彩大邱
- 釜山基礎建設公社
- Wonderful三陟
- 首爾市
- 仁川市
- SK蜜袋鼯

## 外部連結
- 官方網站 （页面存档备份，存于） 